# Teorema del emparedado

La función (en azul) atrapada entre las funciones (en verde) y (en rojo).

En cálculo, el teorema del emparedado o teorema del sándwich es un teorema usado en la determinación del límite de una función. Este teorema enuncia que si dos funciones tienden al mismo límite en un punto, cualquier otra función que pueda ser acotada entre las dos anteriores tendrá el mismo límite en el punto.
El teorema o criterio del sándwich es muy importante en demostraciones de cálculo y análisis matemático. Y es frecuentemente utilizado para encontrar el límite de una función a través de la comparación con otras dos funciones de límite conocido o fácilmente calculable.
Fue utilizado por primera vez de forma geométrica por Arquímedes y Eudoxo en sus esfuerzos por calcular π, aunque la formulación moderna fue obra de Gauss.

## Nombres
Este teorema, dependiendo del país o zona, recibe distintos nombres tales como: teorema de encaje, teorema de intercalación, teorema de la función comprendida, teorema de estricción, teorema del enclaustramiento, teorema del acotamiento, teorema de compresión, teorema de las funciones mayorante y minorante, teorema del ladrón y los dos policías (Rusia), criterio del sándwich, teorema del bocadillo o teorema de comparación.

## Motivación
Uno de los usos más frecuentes del teorema del sándwich es en la resolución de límites indeterminados. En particular, permite afirmar que el límite
{\displaystyle \lim _{x\to 0}{\frac {\operatorname {sen}(kx)}{kx}}=1}
Algunas indeterminaciones pueden resolverse despejando dicha expresión de la expresión general y aplicando propiedades del límite con el resto.
Este resultado es muy importante, pues permite, entre otras cosas, calcular las derivadas de las funciones trigonométricas en un punto.

## Teorema
El teorema del encaje o de intercalación es expuesto formalmente como:
| Sea I un intervalo que contiene al punto a y sean f, g y h funciones definidas en I, exceptuando quizás el mismo punto a. Supongamos que, para todo x en I y diferente de a, tenemos: {\displaystyle g(x)\leq f(x)\leq h(x)} y supongamos también que: {\displaystyle \lim _{x\to a}g(x)=\lim _{x\to a}h(x)=L} Entonces: {\displaystyle \lim _{x\to a}f(x)=L} |

| Demostración |
| Por hipótesis, para cada x distinto de a en el intervalo I, se tiene {\displaystyle g(x)\leq f(x)\leq h(x)\ \land \ \lim _{x\to a}g(x)=\lim _{x\to a}h(x)=L.} Esto da lugar a las siguientes implicaciones. 1. {\displaystyle g(x)\leq f(x)\leq h(x)\ \Longrightarrow \ g(x)-L\leq f(x)-L\leq h(x)-L} 2. Sean ε1 y ε2 dos números positivos cualesquiera. Pueden escogerse respectivamente dos intervalos (a–δ1, a+δ1), (a–δ2, a+δ2) contenidos en I, tales que para los x en dichos intervalos, se cumplan las desigualdades {\displaystyle \|g(x)-L\|<\varepsilon _{1},\,\|h(x)-L\|<\varepsilon _{2}}. El hecho de que valgan para cualquier par ε1, ε2 permite tomar por conveniencia una cantidad común ε = ε1 = ε2. De ambas implicaciones se deduce que, para x en (a–δ1, a+δ1) ∩ (a–δ2, a+δ2), {\displaystyle -\varepsilon <f(x)-L<\varepsilon } pero designando δ como el mínimo entre δ1 y δ2, la pertenencia de x a la intersección de los referidos entornos equivale a afirmar que x está en (a–δ, a+δ). Formalmente se acaba de deducir que {\displaystyle \forall \varepsilon >0,\exists \delta >0:\forall x\in I,0<\|x-a\|<\delta \Longrightarrow \|f(x)-L\|<\varepsilon } puesto que se asumió x distinto de a desde el principio. La implicación anterior equivale a la definición del {\displaystyle \lim _{x\to a}f(x)=L}∎ |

Las funciones g(x) y h(x) son llamadas cotas de f(x), o también funciones minorante y mayorante de f(x), respectivamente.

### Corolario
Sean {\displaystyle f} y {\displaystyle g} dos funciones definidas en un mismo dominio, y {\displaystyle a} un punto de acumulación en el referido dominio. Puede demostrarse el siguiente caso particular del teorema de intercalación.
| Infinitésimo por acotada - {\displaystyle f:D\subseteq \mathbb {R} \longrightarrow \mathbb {R} } es acotada en D y - {\displaystyle g:D\subseteq \mathbb {R} \longrightarrow \mathbb {R} } es tal que {\displaystyle \lim _{x\to a}g(x)=0} entonces {\displaystyle \lim _{x\to a}\left\{f(x)g(x)\right\}=0.} |

| Demostración |
| Basta ver que, como f es acotada, {\displaystyle \exists k>0:\forall x\in D,\|f(x)\|\leq k} luego, {\displaystyle 0\leq f(x)\left\|g(x)\right\|\leq k\left\|g(x)\right\|.} En virtud de la continuidad de la función valor absoluto, se tiene {\displaystyle \lim _{x\to a}\left\{k\left\|g(x)\right\|\right\}=k\lim _{x\to a}\left\|g(x)\right\|=k\left\|\lim _{x\to a}g(x)\right\|=k\cdot \|0\|=0} por el teorema del sándwich {\displaystyle \lim _{x\to a}\left\{f(x)g(x)\right\}=0}∎ |

## Generalizaciones
El teorema aplica a funciones de varias variables, por ejemplo para funciones escalares de la forma
{\displaystyle f:D\to \mathbb {R} .}
con {\displaystyle D\subseteq \mathbb {R} ^{2}}. Para un punto de acumulación {\displaystyle (a,b)\in D}, el teorema se enuncia de la siguiente manera:
Sean {\displaystyle f}, {\displaystyle g} y {\displaystyle h} funciones definidas en {\displaystyle D} que satisfacen
- {\displaystyle g(x,y)\leq f(x,y)\leq h(x,y)}
- {\displaystyle \lim _{(x,y)\to (a,b)}g(x,y)=\lim _{(x,y)\to (a,b)}h(x,y)=L}

entonces
{\displaystyle \lim _{(x,y)\to (a,b)}f(x,y)=L}
El teorema puede ser extendido también a cualquier función con dominio en {\displaystyle \mathbb {R} ^{n}}.

## Ejemplos

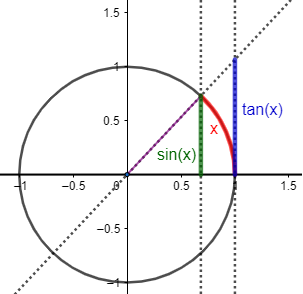
Para 0<x<π/2, sin(x)≤x≤tan(x).

### Ejemplo 1
Para calcular el límite 
{\displaystyle \lim _{x\to 0}{\frac {\operatorname {sen} x}{x}}}
que es una indeterminación del tipo 
{\displaystyle {\frac {0}{0}}}
se siguen los siguientes pasos:
1. Se toma la relación {\displaystyle \operatorname {sen} x\leq x\leq \tan x} en el intervalo {\displaystyle (0,\pi /2)}, sin pérdida de generalidad.
2. Dividiendo los miembros por {\displaystyle \operatorname {sen} x} resulta:
{\displaystyle 1\leq {\frac {x}{\operatorname {sen} x}}\leq {\frac {1}{\cos x}}\iff 1\geq {\frac {\operatorname {sen} x}{x}}\geq \cos x}
3. Se sabe que 
{\displaystyle \lim _{x\to 0}1=1}
y que 
{\displaystyle \lim _{x\to 0}\cos x=1}
4. Por el teorema de sándwich se concluye que 
{\displaystyle \lim _{x\to 0}{\frac {\operatorname {sen} x}{x}}=1}.

### Ejemplo 2
Un razonamiento similar permite calcular el límite doble
{\displaystyle \lim _{(x,y)\to (0,0)}{\frac {x^{2}y^{2}}{x^{2}+y^{4}}}}
ya que
{\displaystyle 0\leq \left(|x|-y^{2}\right)^{2}\Longrightarrow 0\leq {\frac {x^{2}y^{2}}{x^{2}+y^{4}}}\leq {\frac {1}{2}}|x|}
pero como {\displaystyle \lim _{(x,y)\to (0,0)}{\frac {1}{2}}|x|=0} y {\displaystyle \lim _{(x,y)\to (0,0)}0=0} entonces por el teorema del sándwich,
{\displaystyle \lim _{(x,y)\to (0,0)}{\frac {x^{2}y^{2}}{x^{2}+y^{4}}}=0.}

## Versiones

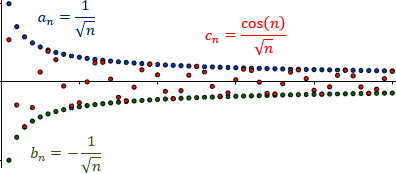
La sucesión converge a 0 y se encuentra mayorada y minorada por las sucesiones y, respectivamente, también convergentes a 0.

Existen, entre otras, versiones del teorema del emparedado para sucesiones y para series.

### Sucesiones
Sean las sucesiones {\displaystyle \{a_{n}\}_{n\in \mathbb {N} }} y {\displaystyle \{b_{n}\}_{n\in \mathbb {N} }} convergentes a {\displaystyle L} y sea la sucesión {\displaystyle \{c_{n}\}_{n\in \mathbb {N} }} tal que existe {\displaystyle n_{0}\in \mathbb {N} } de modo que {\displaystyle a_{n}\leq c_{n}\leq b_{n}} para {\displaystyle n\geq n_{0}}. Entonces, la sucesión {\displaystyle c_{n}} también converge a {\displaystyle L}.

### Series
Sean {\displaystyle \sum _{n\in \mathbb {N} }a_{n}} y {\displaystyle \sum _{n\in \mathbb {N} }b_{n}} dos series convergentes y sea {\displaystyle n_{0}\in \mathbb {N} } tal que {\displaystyle a_{n}\leq c_{n}\leq b_{n}} para todo {\displaystyle n\geq n_{0}\in \mathbb {N} }. Entonces, la serie {\displaystyle \sum _{n\in \mathbb {N} }c_{n}} también converge.